# یکرا

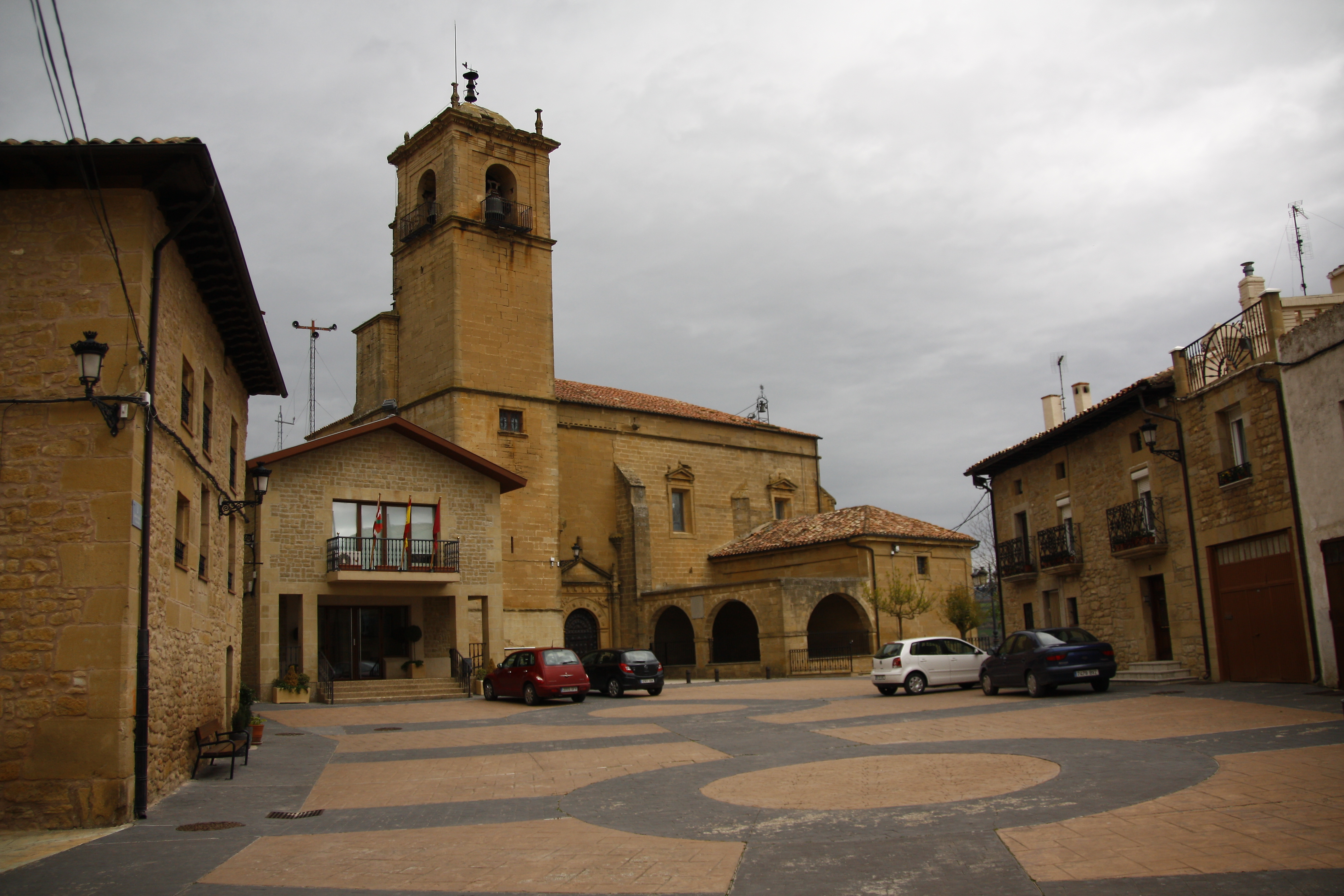
نمایی از یکُرا، دهستانی در استان آلابای اسپانیا - ۲۰۱۲

یکُرا دهستانی در استان آلابای اسپانیا است.
در این دهستان ۲۸۶ نفر زندگی می‌کنند. مساحت این دهستان ۱۸٫۷۵ کیلومتر مربع است.

## مراجع
- نام، جمعیت و مساحت از درگاه ملی آمار (اسپانیا) گرفته شده است.